# Jens Kaufmann
Jens Kaufmann, né le 12 octobre 1984 à Freudenstadt, est un spécialiste allemand du combiné nordique.

## Carrière
Il commence sa carrière en équipe nationale lors de la saison 2002-2003. Il démarre en Coupe du monde en décembre 2005, compétition dans laquelle son meilleur résultat est une 13e place obtenue en mars 2007 à Oslo.
Il obtient ses plus grands honneurs lors des Universiades, avec deux médailles d'argent, une en 2007 sur le sprint et une en 2009 par équipes. Il termine sa carrière en 2009.

## Palmarès

### Coupe du monde
- Meilleur classement général : 33e en 2007.
- Meilleur résultat individuel : 13e.

#### Différents classements en Coupe du monde
| Année     | Classement général final |
| 2006-2007 | 33e                      |
| 2007-2008 | 58e                      |

### Universiade
- Médaille d'argent en 2007 sur le sprint.
- Médaille d'argent en 2009 par équipes.

### Coupe du monde B
- 2 victoires individuelles.